# Die Bluthochzeit (1923)
Die Bluthochzeit ist ein US-amerikanisches Historiendrama aus dem Jahr 1923 von Frank Lloyd mit Norma Talmadge und Conway Tearle in den Hauptrollen. Der Stummfilm wurde von First National produziert und basiert auf dem Roman Ashes of Vengeances, a Romance of Old France von H. B. Somerville.

## Handlung
Im 16. Jahrhundert wird Frankreich von intensiven politisch-religiösen Rivalitäten geplagt. Bei den von Caterina de’ Medici initiierten Angriffen auf die Hugenotten rettet der Graf de la Roche das Leben seines Feindes Rupert de Vrieac, eines Hugenotten, indem er ihn zum Vertragsdiener macht. Im Schloss Roche verliebt sich Rupert in die Schwester des Grafen, Yolande, die ihn jedoch kalt behandelt.
Als der niederträchtige Herzog von Tours versucht, sich Yolande aufzudrängen, indem er droht, Rupert zu foltern, gibt Yolande nach. Ruperts Männer treffen rechtzeitig ein, um Lupi, den Folterer, zu töten. Der Herzog stirbt nach einem Duell mit Rupert und Yolande überredet ihren Bruder, Rupert aus seiner Knechtschaft zu befreien.

## Hintergrund
Im Februar 1923 wurde die Rückkehr des Produzenten Joseph Schenck aus Europa angekündigt, der dort die Filmrechte für den Somerville-Roman „Ashes of Vengeance“ aus dem Jahr 1914 erwarb. In dem Film sollte seine Ehefrau Norma Talmadge die Hauptrolle spielen.
Laut Presseberichten gab Kostümbildner Walter J. Israel „ein kleines Vermögen“ aus, um in New York Stoffe für die Garderobe aus dem 16. Jahrhundert zu erwerben, die seine Mitarbeiter in Los Angeles fertigten. In den United Studios in Hollywood, die später zum Hauptsitz von Paramount Pictures wurden, wurde ein riesiger Nachbau des Ballsaals des Palais du Louvre errichtet. Die Dreharbeiten begannen in der dritten Aprilwoche 1923, die Ballsaalszene wurde in der folgenden Woche gefilmt.
Ein Filmmagazin beschrieb, wie Kameramann Tony Gaudio „das größte ‚Interieur‘ der Filmwelt in den United Studios in Hollywood“ drehte. Die Kulisse für den Ballsaal, die als Nachbildung des Originals entworfen wurde, war 328 Fuß (110 Meter) lang, weshalb ein Teil der Nordwand der Bühne Nr. 6 entfernt werden musste. Nachdem etwa eine Woche lang am Set des Ballsaals mit 300 ausgebildeten Tänzern gedreht wurde, zog die Produktion zum „Set des Hugenottenmassakers“ um, das aus zwei 400 Fuß (130 Meter) langen Straßen mit Häusern und Regierungsgebäuden bestand. Für die Szene waren 400 Pferde und 600 Statisten erforderlich.
Mut dem Schnitt wurde Ende Juli 1923 begonnen. Eine Woche später wurde berichtet, dass Schenck immer noch über die Uraufführung des Films in einem Broadway-Kino verhandelte. In dem Artikel heißt es auch, dass die Dreharbeiten trotz Gerüchten über einen sechsmonatigen Drehplan Wochen früher abgeschlossen wurden. Für die Produktion wurden 48 Bühnenbilder gebaut und mehr als 2.000 Komparsen eingesetzt, insbesondere für die Szene, die die Bartholomäusnacht vom August 1572 behandelt.
Stephen Goosson oblag die künstlerische Leitung. Ray Binger arbeitete als Kameraassistent, William J. Reiter als Requisiteur.

## Veröffentlichung
Die Premiere des Films fand am 6. August 1923 in New York statt. 1924 kam er im Deutschen Reich und in Österreich in die Kinos.

## Auszeichnungen
Der Film wurde 1923 mit drei Photoplay Awards für den Monat Oktober ausgezeichnet: als bester Film, für den besten Darsteller (Conway Tearle) und die beste Darstellerin (Norma Talmadge).